# Маклен
Макленът (Acer monspessulanum) е малко дърво от семейство Сапиндови.

## Описание
Дървото достига височина до 12 m, има тъмносива плитко напукана кора и сферична корона. Листата са 6 – 7 cm дълги и длановидно насечени с триълълно-яйцевидни дялове. Те са плътни и кожести, тъмнозелени отгоре, сиво-зелени отдолу и са на дълга дръжка. Цветовете на маклена са дребни жълто-зелени, събрани в увиснали гроздовидни съцветия. Плодът представлява сферични семена, събрани в симетрични двойки с успоредни крилатки. 

## Разпространение
Видът е разпространен в България в по-топлите райони като Родопите, Пирин, долината на Струма.